# Селичі
Се́личі (рос. Селичи) — присілок у складі Орловського району Кіровської області, Росія. Входить до складу Орловського сільського поселення.
Населення становить 5 осіб (2010, 15 у 2002).
Національний склад станом на 2002 рік — росіяни 100 %.